# Международный теннисный турнир в Брисбене 2015
Международный теннисный турнир в Брисбене 2015 года — ежегодный профессиональный теннисный турнир в серии ATP 250 для мужчин и премьер серии для женщин. Соревнования в шестой раз проводится на открытых хардовых кортах в Брисбене, Австралия. Турнир прошёл с 4 по 11 января.
Прошлогодние победители:
- в мужском одиночном разряде —  Ллейтон Хьюитт
- в женском одиночном разряде —  Серена Уильямс
- в мужском парном разряде —  Мариуш Фирстенберг и  Даниэль Нестор
- в женском парном разряде —  Алла Кудрявцева и  Анастасия Родионова

## Соревнования

### Мужчины одиночки
Роджер Федерер обыграл  Милоша Раонича со счётом 6-4, 6(2)-7, 6-4.
- Хьюитт выигрывает 1-й титул в сезоне и 83-й за карьеру в основном туре ассоциации.
- Федерер уступает 1-й финал в сезоне и 8-й за карьеру в основном туре ассоциации.

### Женщины одиночки
Мария Шарапова обыграла  Ану Иванович со счётом 6(4)-7, 6-3, 6-3.
- Шарапова выигрывает 1-й титул в сезоне и 34-й за карьеру в туре ассоциации.
- Иванович уступает 1-й финал в сезоне и 8-й за карьеру в туре ассоциации.

### Мужчины пары
Джейми Маррей /  Джон Пирс обыграли  Александра Долгополова /  Кэя Нисикори со счётом 6-3, 7-6(4).
- Маррей выигрывает 1-й титул в сезоне и 12-й за карьеру в основном туре ассоциации.
- Пирс выигрывает 1-й титул в сезоне и 5-й за карьеру в основном туре ассоциации.

### Женщины пары
Мартина Хингис /  Сабина Лисицки обыграли  Каролин Гарсию /  Катарину Среботник со счётом 6-2, 7-5.
- Хингис выигрывает 1-й титул в сезоне и 41-й за карьеру в туре ассоциации.
- Лисицки выигрывает 1-й титул в сезоне и 4-й за карьеру в туре ассоциации.